# Ивичеста катерица
Ивичестата катерица (Xerus erythropus, наричана също западен лалугер, е вид гризач от семейство Катерицови (Sciuridae). Видът не е застрашен от изчезване.

## Разпространение и местообитание
Разпространен е в Бенин, Буркина Фасо, Гамбия, Гана, Гвинея, Гвинея-Бисау, Демократична република Конго, Еритрея, Етиопия, Камерун, Кения, Кот д'Ивоар, Мавритания, Мали, Мароко, Нигер, Нигерия, Сенегал, Сиера Леоне, Того, Уганда, Централноафриканска република, Чад и Южен Судан.
Обитава гористи местности, пустинни области, влажни места, поляни, ливади, дюни, савани, крайбрежия и плажове в райони с тропически климат, при средна месечна температура около 25,9 градуса.

## Описание
На дължина достигат до 31,2 cm, а теглото им е около 602,2 g.
Продължителността им на живот е около 10,3 години. Популацията на вида е стабилна.